# Hypercompe quitensis
Hypercompe quitensis är en fjärilsart som beskrevs av Charles Oberthür 1881. Hypercompe quitensis ingår i släktet Hypercompe och familjen björnspinnare. Inga underarter finns listade i Catalogue of Life.